# Eastvale (Kalifornija)
Eastvale je grad u američkoj saveznoj državi Kalifornija. Prema popisu stanovništva iz 2010. u njemu je živjelo 53,668 stanovnika.